# Hilltop Lakes
Hilltop Lakes est une census-designated place située dans le comté de Leon, dans l’État du Texas, aux États-Unis. Sa population s’élevait à 1 101 habitants lors du recensement de 2010.